# Asenath Nicholson

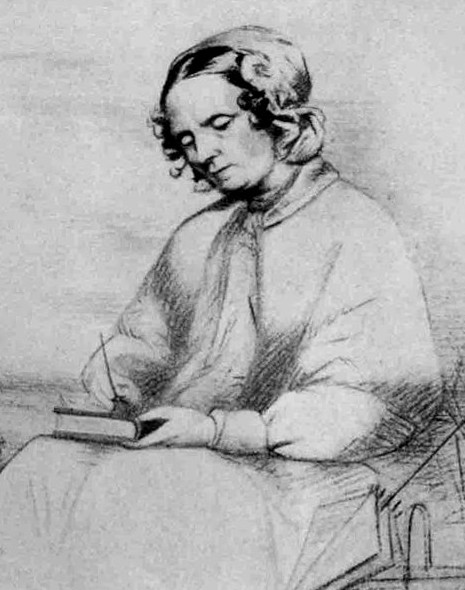
Asenath Nicholson (1830er Jahre)

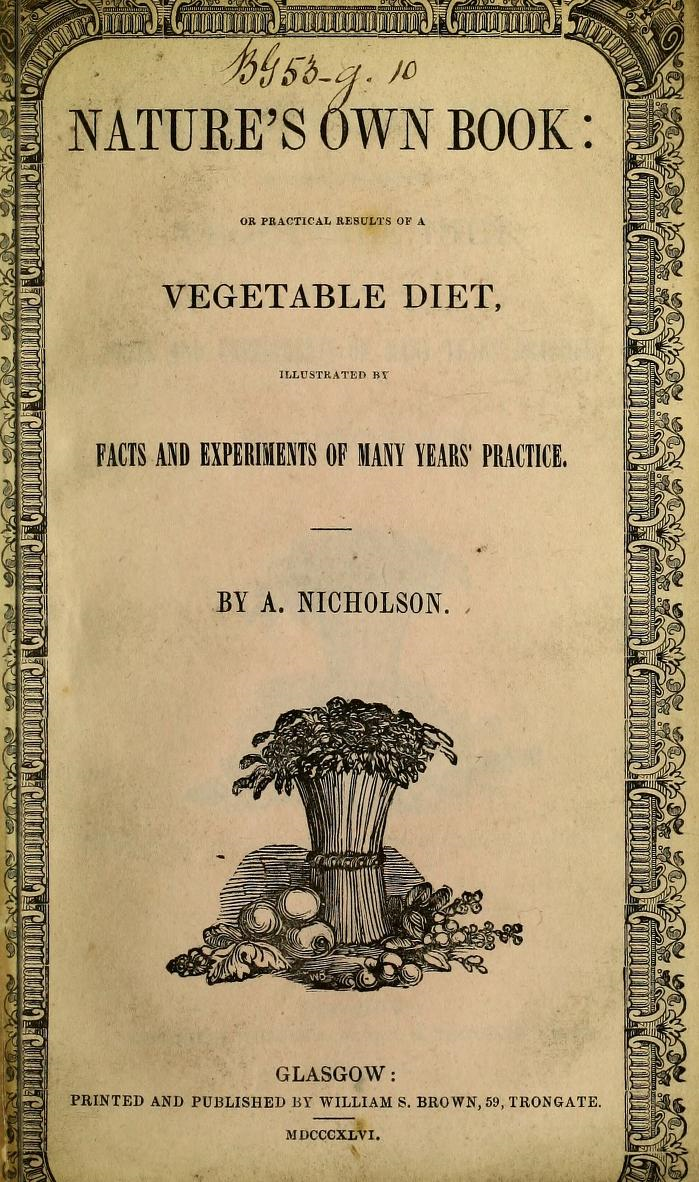
Titelblatt von Nature’s Own Book (1846)

Asenath Hatch Nicholson (* 24. Februar 1792 in Chelsea, Vermont; † 15. Mai 1855 in Jersey City) war eine US-amerikanische Autorin und Philanthropin.

## Biographie
Asenath Hatch entstammte einer puritanischen Familie aus Neuengland; sie war das jüngste Kind von dreien und das einzige Mädchen. Die Familie gehörte der Protestant Congregation Church an, für die die Bibel eine zentrale Bedeutung hat. Ihr Vorname, Asenath, stammt aus dem Buch Genesis. Ab dem Alter von 16 Jahren arbeitete sie als Lehrerin zu in ihrer Heimatstadt. Mitte der 1820er Jahre heiratete sie den Kaufmann Norman Nicholson, einen Witwer mit drei Kindern. Die Familie zog 1829 nach New York, wo sie zwei Jahre später ein florierendes Gästehaus eröffnete, das nach den Prinzipien der Abstinenz und des Vegetarismus geführt wurde.
In New York engagierten sich die Nicholsons politisch, unter anderem für die Abschaffung der Sklaverei und in der Abstinenzbewegung. Asenath glaubte an die moralische und soziale Reform aller Klassen, und der Lebensstil war für sie ein wesentlicher Bestandteil dieser Reform. Sie war Verfechterin einer einfachen Ernährung, regelmäßiger Bewegung und gelegentlichem Fasten. Zudem propagierte sie eine vegetarische Diät, die von Sylvester Graham entwickelt worden war. Ihre Regeln und deren Begründung sind das Thema von Nature’s Own Book (1835). Sie war Vegetarierin und lehnte Tabak, Alkohol, Kaffee und sogar Tee ab.
Ab 1839 fehlen weitere Informationen über Norman Nicholson, vermutlich starb er in diesem Jahr. Im Mai 1844 reiste die 52-jährige Asenath Nicholson ohne Begleitung nach Irland, um „die Lage der irischen Armen persönlich zu untersuchen“ und um als Protestantin Bibeln an die katholische Bevölkerung Irlands zu verteilen, die ihr von der Hibernian Bible Society zur Verfügung gestellt worden waren. Zuvor schon hatte sie irische Familien im Armenviertel Five Points in New York betreut, insbesondere während einer Choleraepidemie im Jahr 1832. 15 Monate verbrachte Nicolson bei ihrem ersten Aufenthalt in Irland, während denen sie im Land umherreiste. Ihre Sympathie für die irischen Armen stand in Gegensatz zu der damals gängigen Vorstellung, das Arme selbst an ihrer Armut schuld seien. Nicholson hingegen war der Ansicht, dass Faulheit eher in der Mittel- und Oberschicht als unter den Armen verbreitet sei.
1845 reiste Asenath Nicholson zurück in die USA, und 1847 wurde ihr Bericht über ihre Reise Ireland’s Welcome to the Stranger; An Excursion through Ireland in 1844 and 1845 veröffentlicht. Der Bericht wurde von den irischen Schriftstellern Seán Ó Faoláin und Frank O’Connor als eines der wichtigsten Bücher über die Große Hungersnot in Irland angesehen. Darin übte sie Kritik unter anderem an der britischen Regierung, den Hungerhilfeprogrammen, den abwesenden Grundbesitzern und den Umgang von Geistlichen mit Geldern, die ihnen zur Versorgung der Armen anvertraut worden waren. Trotz ihres Glaubens an die göttliche Vorsehung hielt sie die Hungersnot für eine von Menschen verursachte Katastrophe. Aufgrund des Buches und weiterer Veröffentlichungen erhielt sie Spenden zur Verwendung in Irland. Sie kehrte dorthin zurück, wo sie im Januar 1847 in Dublin eine Suppenküche eröffnete. 1851 erschien ihr zweiter Bericht Annals of the Famine in Ireland in 1847, 1848 and 1849.
Nicholson verließ Irland im Herbst 1848, blieb aber in Europa. 1849 kam ihr Kochbuch Kitchen Philosophy for Vegetarians heraus, in dem sie von der Verwendung von Butter und Eiern abriet, weshalb es als erstes veganes Kochbuch gilt. 1850 nahm sie als US-amerikanische Delegierte an der Weltfriedenskongress in Frankfurt am Main teil. 1852 kehrte sie in die Vereinigten Staaten zurück, wo sie am 15. Mai 1855 in Jersey City, New Jersey, an Typhus starb. Sie wurde auf dem Green-Wood Cemetery in Brooklyn bestattet. 2018 ließ die Friedhofsverwaltung einen Grabstein für sie auf dem bis dahin unmarkierten Grab errichten, mit der Aufschrift Heroine of Ireland’s Great Hunger.

## Schriften (Auswahl)
- Nature’s Own Book (1835)
  - Nature’s Own Book. BiblioBazaar. 2009. ISBN 978-1-115-83124-6
- Ireland’s Welcome to the Stranger: Or An Excursion Through Ireland, in 1844 & 1845, for the Purpose of Personally Investigating the Condition of the Poor (1847)
  - Ireland’s Welcome to the Stranger: Or An Excursion Through Ireland, in 1844 & 1845, for the Purpose of Personally Investigating the Condition of the Poor. Books Ulster. 2017. ISBN 978-1-910375-62-4
- Kitchen Philosophy for Vegetarians (1849)
- Lights and shades of Ireland. In three parts. London 1850.
  - Lights and shades of Ireland. In three parts. The British Library. 2010. ISBN
- Annals of the Famine in Ireland in 1847, in 1848 and 1849 (1851)
  - Annals of the Famine in Ireland in 1847, in 1848 and 1849. Books Ulster. 2017. ISBN 978-1-910375-63-1
- Loose Papers: Or, Facts Gathered During Eight Years’ Residence in Ireland, Scotland, England, France, and Germany (1853)
  - Loose Papers. BiblioLife. 2009. ISBN 978-1-103-32967-0